# Geilo
Pour les articles homonymes, voir Geilo (homonymie).
Geilo (« yeilou ») est une ville norvégienne située dans la municipalité de Hol du comté de Buskerud à 800 mètres d'altitude. Son attrait principal est sa station de ski.

## Géographie
Geilo est située au sud de la commune de Dagali, à 245 km d'Oslo et 239 km de Bergen.
La ville est desservie par la gare de Geilo sur la ligne de Bergen.